# Saint-Santin-de-Maurs
Saint-Santin-de-Maurs är en kommun i departementet Cantal i regionen Auvergne-Rhône-Alpes i mitten av Frankrike. Kommunen ligger  i kantonen Maurs som ligger i arrondissementet Aurillac. År 2022 hade Saint-Santin-de-Maurs 365 invånare.

## Befolkningsutveckling
Antalet invånare i kommunen Saint-Santin-de-Maurs
Referens:INSEE